# Inna Braverman
 (mars 2022).
Pour les articles homonymes, voir Braverman.
Inna Braverman est une entrepreneuse et femme d'affaires israélienne. Elle est cofondatrice et PDG d' Eco Wave Power, une société d'énergie renouvelable dotée d'une technologie brevetée pour la production d'électricité propre à partir des vagues de l'océan et de la mer. Inna Braverman a créé Eco Wave Power à l'âge de 24 ans et, sous sa direction, Eco Wave Power a installé son premier réseau d'énergie houlomotrice connecté au réseau électrique à Gibraltar. Eco Wave Power est devenue la première entreprise israélienne à être cotée au Nasdaq Stockholm (symbole boursier ECOWVE),.